# Józef Haza
Józef Haza ps. Kawka (ur. 26 marca 1923 w Przysietnicy, zm. 18 kwietnia 2021 tamże) – członek polskiego ruchu oporu w czasie II wojny światowej, kapitan Wojska Polskiego w stanie spoczynku.

## Życiorys
W styczniu 1942 roku wstąpił w szeregi Batalionów Chłopskich, służąc pod dowództwem Stanisława Gołdyna „Krogulca”. W 1943 roku został aresztowany przez Niemców podczas łapanki w kościele w Barcicach. Więziony i torturowany w więzieniach w Nowym Sączu i Tarnowie, w styczniu 1943 roku został wywieziony do obozu koncentracyjnego Auschwitz-Birkenau (nr obozowy 95591). Ewakuowany z Oświęcimia w marszu śmierci do Wodzisławia Śląskiego. Stamtąd trafił kolejno do obozów: Sachsenhausen (nr obozowy 61932), Buchenwald i Flossenbürg. W kwietniu 1945 roku został odbity z „marszu śmierci” w czeskim mieście Kaplice przez czesko-ukraiński oddział partyzancki. Po wojnie powrócił do Starego Sącza. Wraz z rodziną był szykanowany przez władze komunistyczne. Z powodu braku przynależności do PZPR miał trudności ze znalezieniem pracy.
Działał w Związku Inwalidów Wojennych Rzeczypospolitej Polskiej. W 2007 roku został awansowany do stopnia porucznika, a w 2017 roku do stopnia kapitana.

### Odznaczenia
- Krzyż Kawalerski Orderu Odrodzenia Polski
- Krzyż Oświęcimski
- Krzyż Batalionów Chłopskich
- Order Męczeństwa i Zwycięstwa
- Medal Stulecia Odzyskanej Niepodległości
- Medal Zwycięstwa i Wolności 1945